# Edgar Xavier Ertl
Edgar Xavier Ertl SAC (ur. 3 września 1966 w Nova Prata do Iguaçu) – brazylijski duchowny katolicki, biskup Palmas-Francisco Beltrão od 2016.

## Życiorys
29 grudnia 1996 otrzymał święcenia kapłańskie w zgromadzeniu pallotynów. Po kilkuletnim stażu duszpasterskim i studiach w Rzymie objął funkcję rektora pallotyńskiego kolegium Colégio Máximo Palotino. W 2011 został wiceprowincjałem, a trzy lata później prowincjałem.
27 kwietnia 2016 papież Franciszek mianował go ordynariuszem diecezji Palmas-Francisco Beltrão. Sakry udzielił mu metropolita Cascavel - arcybiskup Mauro Aparecido dos Santos.